# Regierung von Kolumbien

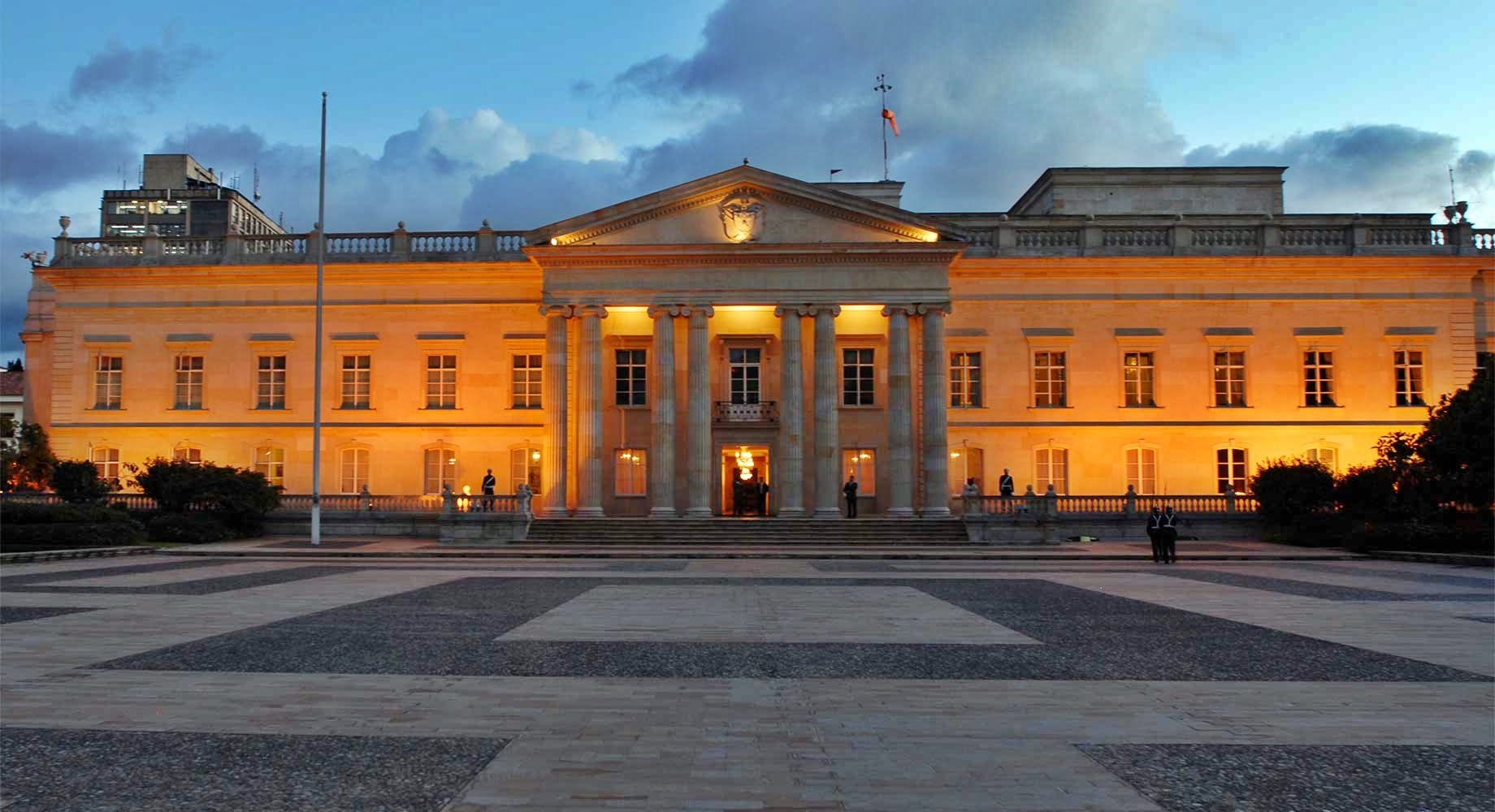
Der Palast des Präsidenten Kolumbiens in Bogotá, Casa de Nariño genannt.

Die Form der Regierung von Kolumbien ist, wie es in der seit dem 20. Juli 1991 gültigen Politischen Verfassung von Kolumbien festgelegt worden ist, ein Präsidialstaat mit Gewaltenteilung: Exekutive, Legislative und Judikative. Der Präsident der Republik und die Gouverneure der Departements sind für die Durchsetzung der nationalen Vorschriften zuständig.

## Staatsaufbau

### Präsident
Der Präsident Kolumbiens ist zugleich Staatsoberhaupt, Regierungschef und Oberbefehlshaber der Streitkräfte. Er wird direkt gewählt; seine Amtszeit beträgt vier Jahre. Er kann einmal wiedergewählt werden. Der Präsident ernennt und entlässt das Kabinett. Sein Amtssitz ist das Casa de Nariño.

### Kongress

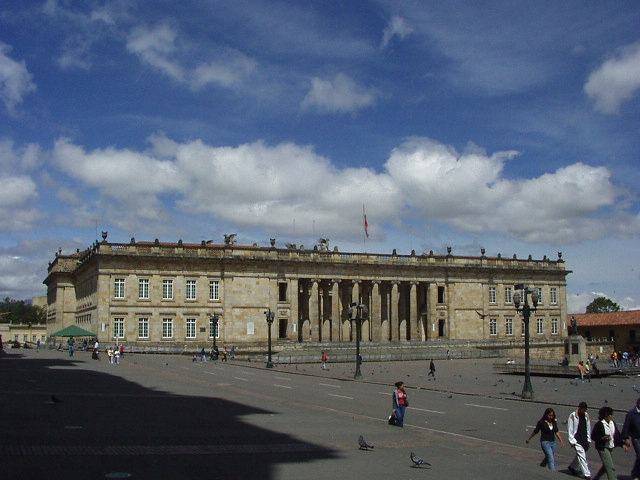
Das „Capitolio Nacional“ an der Plaza Bolivar in Bogotá, Sitz des Senats und des Repräsentantenhauses der Republik von Kolumbien.

Die beiden Kammern des Kongresses werden ebenfalls auf vier Jahre gewählt. Die Mitglieder des Senats, in dem es insgesamt 102 Sitze gibt, werden über landesweite Listen gewählt. Das Repräsentantenhaus mit insgesamt 166 Mitgliedern besteht aus Vertretern der Departamentos genannten Provinzen; in den einzelnen Provinzen findet ebenfalls Listenwahlen statt. Das Land ist in 32 Provinzen gegliedert, dazu Bogotá als Distrito Capital. Gouverneure, Bürgermeister, die Regionalparlamente und Stadt- bzw. Gemeinderäte werden direkt und für vier Jahre gewählt. Die Aufgaben der Provinzen erstrecken sich vor allem auf die wirtschaftliche und soziale Entwicklung ihrer Gebietskörperschaft und auf administrative Fragen.

### Justiz

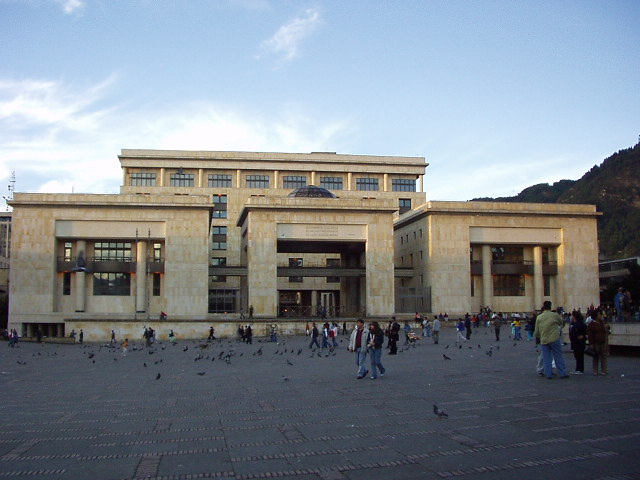
Der „Palacio de la Justicia“ in Bogotá.

Die Justiz ist unabhängig. Die Judikative wird angeführt vom Corte Suprema de Justicia de Colombia, dem obersten Gerichtshof. Dieser besteht aus 23 Richtern, die in drei verschiedenen Kammern arbeiten (die Strafkammer, die Landwirtschaftskammer und die Arbeitskammer). Die Jurisdiktion beinhaltet ebenfalls den Staatsrat (Consejo de Estado de Colombia). Er trägt eine besondere Verantwortung für die Gesetze bezüglich der Verwaltung und gibt der Exekutive rechtliche Hinweise. Der Verfassungsgerichtshof von Kolumbien achtet auf die Integrität der kolumbianischen Verfassung und der sogenannte Oberster Rat der Justiz, (Consejo Superior de la Judicatura) ist für die Überwachung der gesamten Jurisdiktion zuständig. Die Republik Kolumbien arbeitet mit einem System von zivilen Gesetzen, das seit 2005 durch ein sogenanntes „Kontradiktorisches Verfahren“ angewendet wurde.

## Parlaments- / Präsidentschaftswahlen
Bei den im März 2014 abgehaltenen Parlamentswahlen erlangte die sozialdemokratisch ausgerichtete Partido Liberal Colombiano im Repräsentantenhaus und die regierungsnahe Partido Social de Unidad Nacional im Senat die meisten Sitze. Ein neuer Faktor ist die erstmals angetretene und mit 20 Sitzen (von 102) in den Senat eingezogene Partei Centro Democrático von Ex-Präsident Álvaro Uribe. Bei der im Mai/Juni 2014 durchgeführten Präsidentschaftswahl wurde Juan Manuel Santos Calderón als Staatspräsident im Amt bestätigt. Er hat seine zweite Amtszeit am 7. August 2014 angetreten. Bei den Parlamentswahlen wurde Iván Duque zum Präsidenten Kolumbiens gewählt. Bei den Präsidentschaftswahlen im Jahr 2022 gewann schließlich das erste Mal seit Langem in der Geschichte Kolumbiens ein linksgerichteter Kandidat – Gustavo Petro. Die nächsten Präsidentschaftswahlen finden voraussichtlich im Jahr 2026 statt.